# Neuseeländische Cricket-Nationalmannschaft in Südafrika in der Saison 1994/95
Die Tour der neuseeländischen Cricket-Nationalmannschaft nach Südafrika in der Saison 1994/95 fand vom 25. November 1994 bis zum 6. Januar 1995 statt. Die internationale Cricket-Tour war Bestandteil der Internationalen Cricket-Saison 1994/95 und umfasste drei Tests. Südafrika gewann die Test-Serie 2–1.

## Vorgeschichte
Südafrika spielte zuvor ein Drei-Nationen Turnier in Pakistan, Neuseeland ein Drei-Nationen Turnier in Indien.
Zwischen dem zweiten und dritten Test spielten die beiden Mannschaften zusammen mit Sri Lanka und Pakistan ein Vier-Nationen-Turnier.
Das letzte Aufeinandertreffen der beiden Mannschaften fand in der Saison 1963/64 in England statt und war damit die erste Tour der beiden Mannschaften gegeneinander seit Ende der Apartheid.

## Stadien
Die folgenden Stadien wurden für die Tour als Austragungsort vorgesehen.
| Stadion                 | Stadt        | Kapazität | Spiele  |
| ----------------------- | ------------ | --------- | ------- |
| Moses Mabhida Stadium   | Durban       | 54.000    | 2. Test |
| Wanderers Stadium       | Johannesburg | 34.000    | 1. Test |
| Newlands Cricket Ground | Kapstadt     | 25.000    | 3. Test |

## Kaderlisten
Die folgenden Kader wurden von den Mannschaften benannt.
| Test | Test |
| Südafrika | Neuseeland |
| --- | --- |
| - Hansie Cronje (K) - John Commins - Daryll Cullinan - Clive Eksteen - Andrew Hudson - Steven Jack - Gary Kirsten - Craig Matthews - Brian McMillan - Jonty Rhodes - David Richardson (wk) - Richard Snell - Rudi Steyn - Fanie de Villiers | - Ken Rutherford (K) - Martin Crowe - Simon Doull - Stephen Fleming - Matthew Hart - Danny Morrison - Darrin Murray - Dion Nash - Adam Parore (wk) - Chris Pringle - Shane Thomson - Bryan Young - Richard de Groen |

## Tests

### Erster Test in Johannesburg
| 25. – 29. November Scorecard | Johannesburg | Neuseeland 411 (145.5) & 194 (75) | – | Südafrika 279 (92) & 189 (78.4) |
|                              |              | Neuseeland gewinnt mit 137 Runs   |   |                                 |

Neuseeland gewann den Münzwurf und entschied sich als Schlagmannschaft zu beginnen. Als Spieler des Spiels wurde Simon Doull ausgezeichnet.

### Zweiter Test in Durban
| 26. – 30. Dezember Scorecard | Durban | Neuseeland 185 (82) & 192 (100.2) | – | Südafrika 226 (86.5) & 153-2 (45.4) |
|                              |        | Südafrika gewinnt mit 8 Wickets   |   |                                     |

Neuseeland gewann den Münzwurf und entschied sich als Schlagmannschaft zu beginnen. Als Spieler des Spiels wurde Fanie de Villiers ausgezeichnet.

### Dritter Test in Kapstadt
| 2. – 6. Januar Scorecard | Kapstadt | Neuseeland 288 (114.5) & 239 (111.1) | – | Südafrika 440 (181.2) & 89-3 (31.2) |
|                          |          | Südafrika gewinnt mit 7 Wickets      |   |                                     |

Neuseeland gewann den Münzwurf und entschied sich als Schlagmannschaft zu beginnen. Als Spieler des Spiels wurde David Richardson ausgezeichnet.